# HiBy
HiBy Music — китайская компания, занимающаяся исследованием, разработкой и продажей портативного аудио оборудования.

## Описание
HiBy Music разрабатывает продукты максимально приближенные к качественному звучанию, начиная от приложений для воспроизведения музыки и заканчивая наушниками, чтобы охватить полный цикл доставки музыки слушателю. Компания объединяет экспертов в области аудиоинженерии и разработки программного обеспечения.
Одним из наиболее известных продуктов компании являются портативные аудиоплееры, которые обеспечивают воспроизведение музыки в форматах высокого разрешения. HiBy Music также разрабатывает и производит наушники, усилители и другие аудиоустройства, связанные и совместимые с портативными плеерами.
Ключевой чертой продуктов HiBy Music является использование передовых технологий, таких как двойные цифро-аналоговые преобразователи (ЦАП), поддержка потокового аудио высокого разрешения, а также интеграция с различными платформами и сервисами для музыкального контента.

## История
Компания HiBy Music была основана в 2011 году группой энтузиастов и предпринимателей, в числе которых ключевые основатели компании: Фанобл Менг и Рик Вонг. Они объединили свои усилия, чтобы создать инновационную компанию в области аудиотехники. Совместные усилия основателей и стремление к получению высокого качества звука помогли HiBy Music стать успешным игроком в индустрии аудиоустройств.

## Продукция компании

### ЦАП
- HiBy FC6
- HiBy FC4
- HiBy FC3
- HiBy FC1
- HiBy FD1
- HiBy W3 Saber Bluetooth HiFi Amplifier
- HiBy WU1 Bluetooth earphone pendant

### Плееры
- HiBy R6 Pro II (Gen 2)
- HiBy R6 III (Gen 3)
- HiBy R5 II (Gen 2)
- HiBy R2
- HiBy R3 Pro Saber
- HiBy R2 II (Gen 2)
- HiBy R3 II (Gen 2)
- HiBy RS8
- HiBy RS6
- HiBy RS2
- HiBy R8
- HiBy R1

### Наушники
- HiBy Zeta
- HiBy Crystal 6 II
- HiBy Hela
- HiBy Beans
- HiBy Thor
- HiBy Seeds II
- HiBy Lasya

### Другое
- HiBy CR06 Audio Dock
- HiBy CR08 Audio Dock

## Награды

### HiBy R6
- Headfonics 2017 Player of the Year
- 2018 Super AV Awards - Comprehensive Performance Awards
- 2019 Summer VGP

### HiBy R3
- Headfonia 2018 AWARDS – Best Portable Player Award
- 2018 Spring Headphone Festival Award Gold Award
- 2018 Super AV Awards - Popularity Awards
- 2018 Guangzhou International A&V Exhibition - Best Portable Player
- 2019 Summer VGP

### HiBy R6 Pro
- 2019 HiFi Top List - Recommended Award
- 2019 Summer VGP
- China International Headphones Exhibition Excellent HiFi Audio Silver Award
- 2020 VGP

### HiBy R5
- China International Headphones Exhibition - Excellent HiFi Audio Silver Award
- Headfonics Bang For Buck Awards 2019
- 2020 VGP

### HiBy W5
- Headfonics Bang For Buck Awards 2019